# 青森県道282号小国本町線
青森県道282号小国本町線（あおもりけんどう282ごう おぐにもとまちせん）は、青森県平川市内を通る一般県道である。

## 概要
平川市小国から概ね西または北西に進み、東北自動車道を立体交差し、弘南鉄道弘南線平賀駅前を結んでいる。

### 路線データ
- 起点：平川市小国[1]
- 終点：平川市本町[1]

## 歴史
- 1995年（平成7年）4月1日 - 県道に認定される[1]。

## 地理

### 交差する道路
- 国道454号（起点）
- 青森県道135号吹上金屋黒石線（平川市新館字東山）
- 青森県道13号大鰐浪岡線・青森県道205号町居平賀停車場線（終点）

### 主な施設など
- 津軽高原ゴルフ場
- 芦毛沢温泉
- 唐竹温泉
- 平川市役所
- 平賀市民体育館
- 平賀郵便局
- 弘南鉄道 平賀駅